# John McNally (muzikant)
John McNally (geboren 30 augustus 1941) is een Engelse gitarist die bekend is als lid van The Searchers. De groep maakte in de jaren zestig deel uit van de Merseybeat.

## Biografie

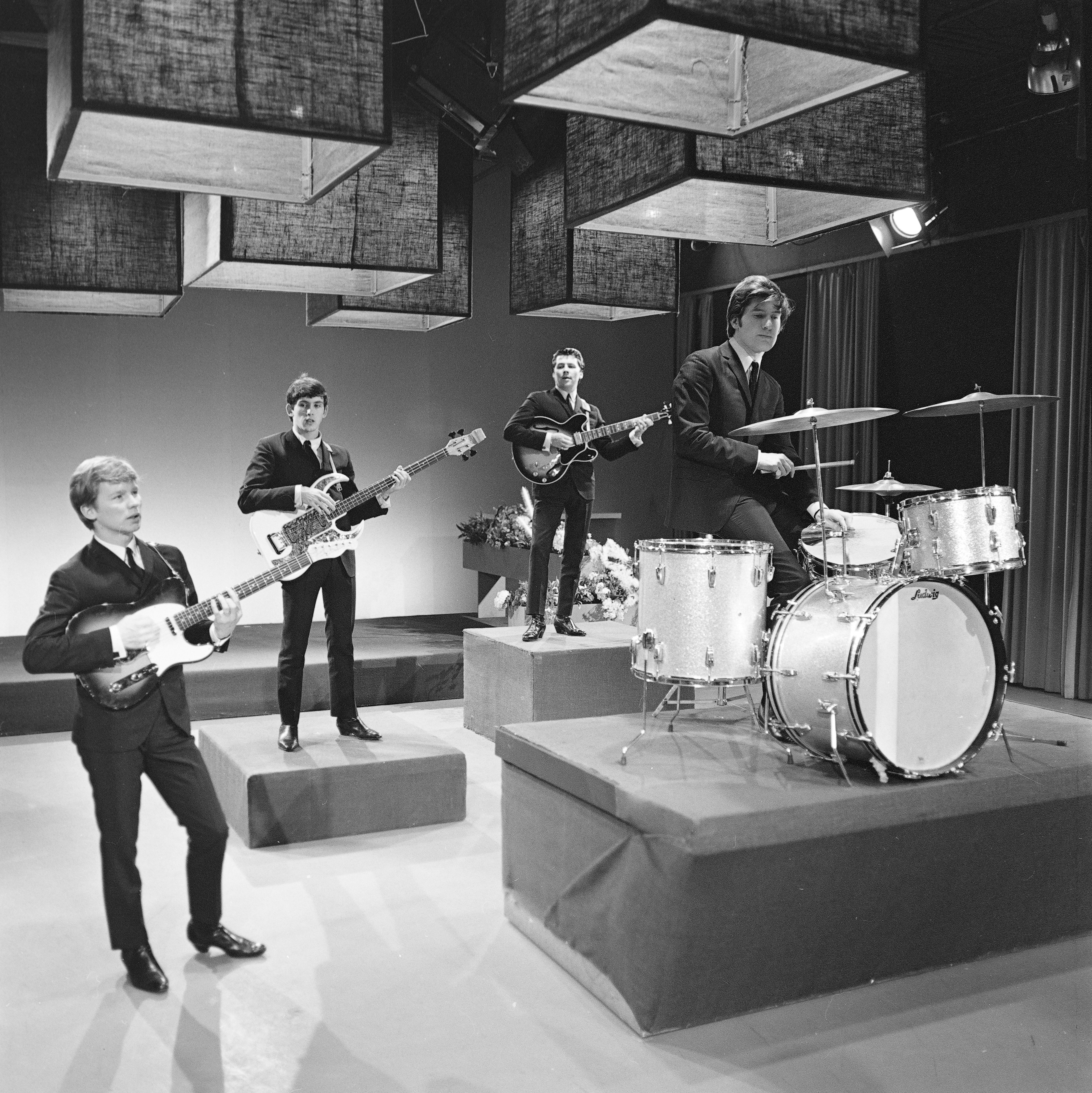
The Searchers in 1964 tijdens een optreden voor de Finse televisie. Van links naar rechts: John McNally, Frank Allen, Mike Pender en Chris Curtis.

### Jeugd
McNally werd geboren in Walton, Liverpool en begon met het spelen van skiffle. In 1955 begon hij, samen met enkele vrienden, het skifflrbandje The Armed Generation. Als hitsrist werd hij beïnvloed door countryzangers zoals Hank Williams, Johnny Cash en Hank Snow. Zijn oudere broer nam hun platen mee uit de Verenigde Staten. 
Na het spelen in de Star-Club in Hamburg, Duitsland en specifiek het spelen met Fats Domino, nam zijn muziek een andere richting: soul en rhythm & blues.

### The Searchers
In 1959  veranderdr de band zijn naam in The Searchers op, genoemd naar de gelijknamige film uit 1956. McNallly was toen nog het enige oorspronkelijke lid. Na nog enkele personele wisselingen krteg de groep in 1063 een platencontract bij Pye Records. Hun eerste single, een cover van "Sweets for My Sweet" van The Drifters, bereikte de eerste plaats. 
Hun debuutalbum "Meet The Searchers" kwam uit in augustus 1963 en bestond voornamelijk uit covers. Hun cover van The Clovers "Love Potion No. 9" ging naar nummer twee in de Amerikaanse Cash Box en hun versie van Pete Seegers moderne volkslied "Where Have All the Flowers Gone?" ging naar nr. 22 en bleef 21 weken in de hitlijst. Andere hits van de groep waren "Needles and Pins", "Don't Throw Your Love Away" en "When You Walk in the Room". The Searchers was een van de eerste succesvolle beat-muziekgroepen en was een van de meest populaire groepen tijdens de Britse muziekinvasie in de jaren zestig. McNally zong zelden lead of co-lead op hun albums of optredens. Het laatste album van de band uit de jaren zestig was "Take Me for What I'm Worth" uit november 1965. In totaal brachten The Searchers tussen 1963 en 1988 negen albums uit. 
McNally bleef meer dan 60 jaar bij de band en toerde samen met Frank Allen, die Tony Jackson in augustus 1964 verving, tot hun laatste concert op 31 maart 2019. McNally was het laatste originele lid van de band. Hij kreeg in september 2017 een beroerte en nam een pauze van drie maanden van toeren. In 2021 werd op de website van de band aangekondigd dat ze in 2023 nog een afscheidstournee zouden ondernemen.

### Persoonlijke Gegevens
John McNally is sinds 1964 getrouwd met Mary McNally. Ze wonen in Liverpool.

### Gebruikte Instrumenten
McNally heeft tijdens zijn carrière een breed scala aan gitaren gebruikt. Van John is bekend dat hij een Rickenbacker 360/12, een Hofner Club 60 en een Fender Telecaster gebruikt.

## Discography
- 1963 – Meet The Searchers
- 1963 – Sugar and Spice
- 1964 – It's the Searchers
- 1965 – Sounds Like Searchers
- 1965 – Take Me for What I'm Worth
- 1972 – Second Take
- 1979 – Searchers
- 1981 – Play for Today
- 1988 – Hungry Hearts[8]